# Nicușor Eșanu
Nicușor Eșanu, né le 12 décembre 1954 à Bucarest, est un kayakiste roumain.

## Carrière
Nicușor Eșanu participe à deux Jeux olympiques : il se classe quatrième en kayak monoplace (K1) 1 000 mètres aux Jeux olympiques d'été de 1976 à Montréal. En 1980 à Moscou, il est médaillé d'argent en K4 1 000 mètres (avec Mihai Zafiu, Ion Geantă et Vasile Dîba).
Nicuşor Eşanu compte aussi à son palmarès plusieurs médailles aux Championnats du monde. Il est champion du monde de K2 10 000 mètres aux 1979. Il est vice-champion du monde de canoë-kayak de K1 4×500 mètres en 1975, de K2 500 mètres en 1975 et de K4 1 000 mètres en 1978. De plus, il est médaillé de bronze de K2 10 000 mètres en 1978 et 1981. 